# Protaphidius wissmanii
Protaphidius wissmanii är en stekelart som först beskrevs av Julius Theodor Christian Ratzeburg 1848.  Protaphidius wissmanii ingår i släktet Protaphidius, och familjen bracksteklar. Arten är reproducerande i Sverige.